# Maida
Maida é uma comuna italiana da região da Calábria, província de Catanzaro, com cerca de 4.641 habitantes (31/12/2019). Estende-se por uma área de 58 km², tendo uma densidade populacional de 75 hab/km². Faz fronteira com Caraffa di Catanzaro, Cortale, Feroleto Antico, Jacurso, Lamezia Terme, Marcellinara, Pianopoli, San Floro, San Pietro a Maida.

## Demografia
| Variação demográfica do município entre 1861 e 2011                               |
|                                                                                   |
| Fonte: Istituto Nazionale di Statistica (ISTAT) - Elaboração gráfica da Wikipedia |